# EGLU
EGLU（全称(2S)-α-乙基谷氨酸）是一种含氮有机化合物，分子式C7H13NO4，是首个发现的II型代谢型谷氨酸受体（mGluR2/3）的选择性拮抗剂。